# Eagle vs Shark – Liebe auf Neuseeländisch
Eagle vs Shark – Liebe auf Neuseeländisch ist eine neuseeländische Liebeskomödie aus dem Jahr 2007 von Taika Waititi.

## Handlung
Das Mauerblümchen Lily arbeitet als Bedienung in einem Fast-Food-Restaurant und ihr Höhepunkt des Tages ist, wenn Jarrod aus dem gegenüberliegenden Computerspieleladen mittags den Laden betritt. Dieser lädt ihre gutaussehende Kollegin zu einer Kostümparty mit dem Thema „Verkleide dich als dein Lieblingstier“ ein und Lily nutzt die Einladung, um als Hai verkleidet auf Jarrods Party zu gehen. Die Party dient dazu, die Partygäste in einem Deathmatch eines Prügelspiels gegeneinander antreten zu lassen, wobei der Sieger dann gegen Jarrod, der bisher ungeschlagen ist, antreten muss. Lily gewinnt das Deathmatch, verliert dann jedoch gegen Jarrod, weil sie diesen die ganze Zeit über ansieht. Die beiden kommen sich anschließend näher und haben Sex. Jarrod versetzt Lily beim nächsten Date, entschuldigt sich aber am Abend bei ihr und erklärt ihr, er sei depressiv gewesen. Er müsse in seinen Heimatort zurück, um sich an seinem Peiniger aus Schulzeiten zu rächen. Lilys Bruder fährt die beiden in Jarrods Heimatort, wo Lily Jarrods Familie kennenlernt, die ähnlich schräg wie Jarrod selber ist. Jarrod versucht die ganze Zeit die Aufmerksamkeit seines Vaters zu erringen, wobei sich herauskristallisiert, dass Jarrods verstorbener Bruder Gordon der Held der Familie war.
Von einem Freund erfährt Jarrod, dass sein ehemaliger Peiniger Eric am Folgetag aus Samoa zurückkehren wird. Jarrod übermittelt Eric daraufhin eine Einladung zu einem Kampf, bei dem er die Schmach aus Schultagen rächen will. Inzwischen hat sich herausgestellt, das Jarrod eine neunjährige Tochter aus einer vorausgegangenen Beziehung hat und Jarrods Bruder sich selbst umgebracht hat. Kurz darauf macht Jarrod mit Lily Schluss, woraufhin Lily den Ort  verlassen will, was ihr jedoch nicht gelingt. Also begleitet sie Jarrods Schwester und deren Mann auf eine Party, auf der sie sich betrinkt. Jarrod wirft ihr am nächsten Morgen vor, er hätte sich Sorgen um sie gemacht. Am selben Tag findet der Kampf gegen Eric statt, und es stellt sich heraus, dass dieser mittlerweile im Rollstuhl sitzt. Trotzdem will Jarrod gegen ihn kämpfen, verliert den Kampf jedoch. Deprimiert wegen seiner Niederlage, zieht Jarrod sich zurück. Lily findet ihn jedoch und teilt ihm mit, dass sie am nächsten Tag mit dem Bus den Ort verlassen werde. Am Folgetag wartet Jarrod an der Bushaltestelle auf Lily und schenkt ihr Lilien, ihre Lieblingsblumen. Dann steigen beide in den Bus und fahren zusammen zurück.

## Besonderheiten
- Der Film lief im deutschen Fernsehen unter dem Titel Liebe auf Neuseeländisch.[3]

## Kritiken
„Wahnsinnig unromantische, aber herzzerreißende Geschichte voller abstruser Situationen. Fazit: Ein Herz für Nerds! Die zwei muss man lieben.“

„[…] jene, die nicht in der Lage sind, ihre Identität zu erkennen, die mit realen Gefühlen und Leidenschaften nicht umgehen können. Diesem Thema spürte Taika Waititi aus Neuseeland in ‚Eagle vs. Shark‘, einer vertrackten Liebesgeschichte zwischen zwei modernen Großstadtsingles, nach. Doch er tut dies mit wunderbar erfrischender Ironie, die immer wieder zu einem befreienden Lachen herausfordert.“